# Festival Internacional de la Cultura de Boyacá
El Festival Internacional de la Cultura de Boyacá  conocido también por sus siglas 'FIC' es un evento cultural internacional realizado anualmente en la ciudad de Tunja, Colombia. Ofrece espectáculos en diversas áreas artísticas: Música, teatro, danza, literatura, artes plásticas, cine, patrimonio cultural y encuentros de intercambios culturales.

## Historia

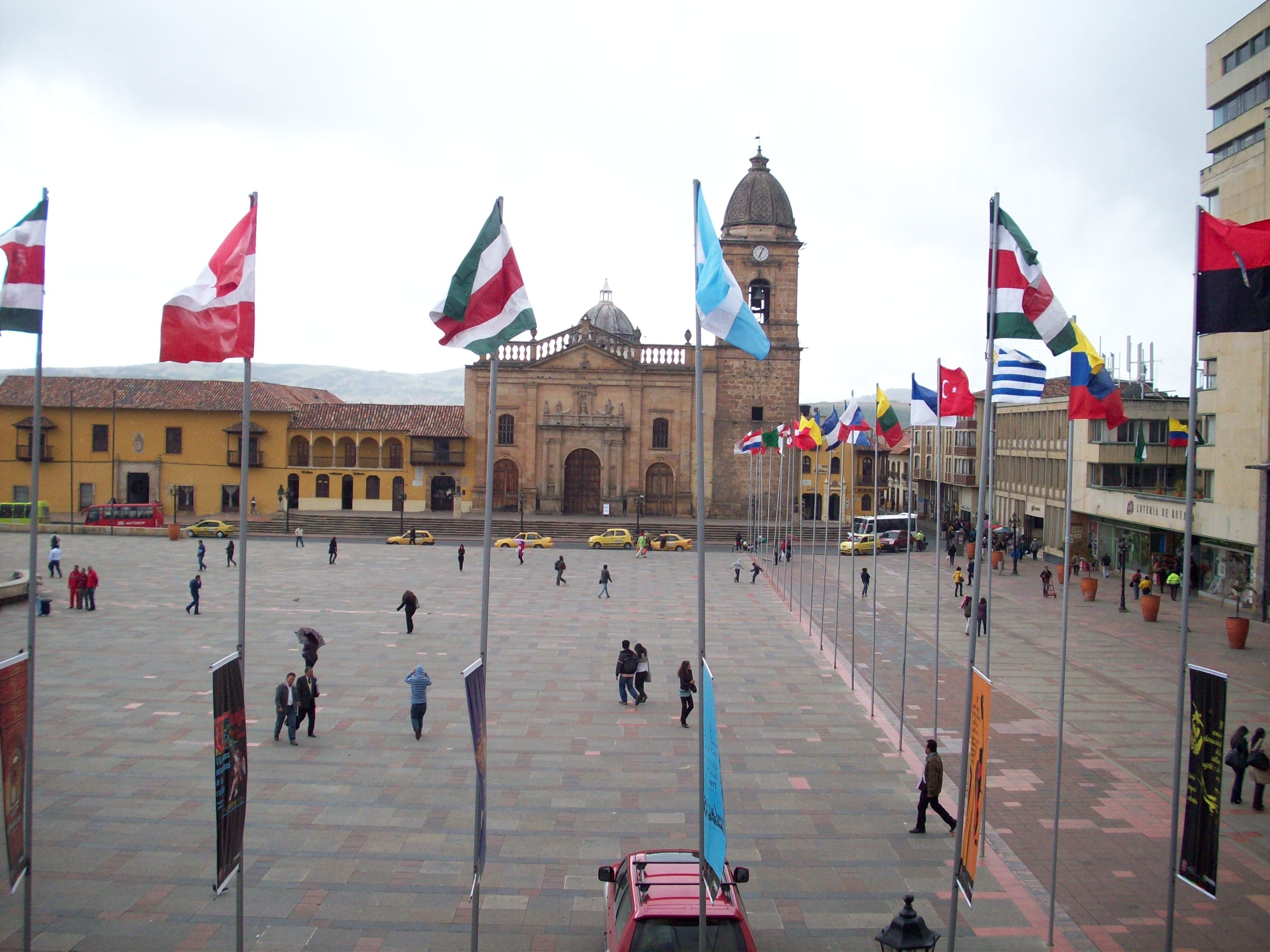
Plaza de Bolívar, el principal escenario del FICB

El Festival Internacional de la Cultura de Boyacá conocido también por sus siglas 'FIC' es uno de los principales eventos culturales internacionales realizado anualmente en Colombia . Manejando diversas áreas programáticas en Música, Teatro, Danza, Literatura, Academia, Artes plásticas, Cine - audiovisuales, Patrimonio Cultural y encuentros de intercambios culturales, en diversos escenarios en la ciudad de Tunja.
El Festival nace en el año de 1973 bajo el nombre de "Semana Internacional de la Cultura". En 1981 adoptó su nombre actual y con el tiempo llegó a convertirse en uno de los eventos más importantes en América Latina. El FIC reúne a miles de artistas y cuenta con más de 300.000 visitas a los cerca de 500 eventos por versión.
El Festival se concibió, para atender diferentes manifestaciones culturales y artísticas del orden internacional, que se prólogo hasta 1990 durante dos semanas, y ha contado con la presentación de conciertos en los cuales participaron: orquestas sinfónicas y de cámara, grupos corales, solistas e igualmente de ballet folclórico y clásico, grupos de teatro tradicional y callejero, así como títeres, ciclos de conferencias y de cine, exposiciones de artes plásticas, arte popular, feria del libro y conferencias.
La gran receptividad de la ciudad ha sido fundamental en el éxito del prestigioso certamen, y no cabe duda del nivel cultural que por tradición centenaria ha identificado a los Tunjanos, que año tras año, aumentaba su concurrencia y participación en todos los niveles.

## Ediciones
| Año  | N° de Edición | País Invitado        | Departamento Invitado | Fecha de Realización              |
| ---- | ------------- | -------------------- | --------------------- | --------------------------------- |
| 1973 | I             | -                    | -                     | 13 al 19 de mayo                  |
| 1992 | XX            | -                    | -                     | 22 al 31 de mayo                  |
| 2002 | XXX           | -                    | -                     | 2 al 9 de septiembre              |
| 2004 | XXXII         | -                    | -                     | 27 de abril al 5 de mayo          |
| 2009 | XXXVII        | Japón                | -                     | 28 de agosto al 5 de septiembre   |
| 2010 | XXXVIII       | China                | La Guajira            | 27 de agosto al 5 de septiembre   |
| 2011 | XXXIX         | España               | Valle del Cauca       | 26 de agosto al 4 de septiembre   |
| 2012 | XL            | Costa Rica           | Antioquia             | 31 de agosto al 8 de septiembre   |
| 2013 | XLI           | España               | Meta                  | 8 al 15 de noviembre              |
| 2014 | XLII          | Alemania y México    | Nariño                | 31 de octubre al 8 de noviembre   |
| 2015 | XLIII         | Rusia Brasil e India | Bolívar y Arauca      | 30 de octubre al 7 de noviembre   |
| 2016 | XLIV          | Cuba                 | -                     | 23 al 27 de noviembre             |
| 2017 | XLV           | -                    | -                     | 4 al 13 de agosto                 |
| 2018 | XLVI          | -                    | -                     | 30 de octubre al 3 de noviembre   |
| 2019 | XLVII         | -                    | -                     | 20 de julio al 8 de agosto        |
| 2021 | XLVIII        | -                    | -                     | 10 al 21 de noviembre             |
| 2022 | XLIX          | -                    | -                     | 4 al 13 de noviembre              |
| 2023 | L             | -                    | -                     | 17 de noviembre al 3 de diciembre |
| 2024 | LI            | -                    | -                     | 1° al 17 de noviembre             |

## Música
❏ Músicas Folclóricas del Mundo: Los asistentes podrán apreciar la presentación de agrupaciones musicales internacionales, nacionales y locales con énfasis en el folclor del país o región. Así mismo, podrán disfrutar de la música que aborda el repertorio autóctono, permitiendo una verdadera mezcla de razas, pueblos, organologías, compositores, autores y nuevas expresiones.
❏ Encuentro de Juglares del mundo:Los más reconocidos autores, compositores y cantautores de las obras tradicionales del folklor mundial, ocasionan el encuentro de Juglares para compartir sus obras que hoy son un marcado referente y las experiencias que cada juglar comparte con los públicos en amenos conversatorios.
❏ Conciertos temáticos:Diferentes géneros musicales del mundo se citan en encuentros de: tríos, juglares, jazz, cantautores, trovadores, entre otros.
❏ Conciertos didácticos y dialogados: Orientados a los niños y jóvenes pertenecientes a los procesos de formación artística en Boyacá.
❏ Conciertos para la Juventud: Dirigidas a públicos jóvenes. Donde podrán vivir todas las manifestaciones de la música urbana como: el Hip hop, reggae, ska, entre otros. En especial con grupos artísticos que dejen como valor agregado la recuperación de la cultura.
❏ Conciertos Didácticos para los niños: se realizan a través de la música que representa historias, fábulas y cuentos reconocidos de la literatura universal, para estimular, sensibilizar y despertar en los niños el gusto por la música en sus diferentes expresiones.
❏ Muestra de Música con Instrumentos no convencionales: este evento eleva la modalidad de Instrumento Musical, utilizando utensilios cotidianos como:
cubos de basura, andamios, escobas, y charcos de agua; generando un espectáculo increíble que mezcla la percusión, el humor y el movimiento.
❏ Encuentro de música latinoamericana y encuentro internacional de cantautores.
❏ Conciertos de gran formato: en esta área se presentan grandes conciertos con la presencia de artistas de fama mundial, con taquilla en el estadio de la Independencia, para aforos que superan las 30.000 personas.
❏ Conciertos con grandes artistas: este es un espacio para compartir con la población en condición de discapacidad y artistas que a través de la música han logrado recuperar las barreras sociales e ideológicas que afronta esta población.

## Danzas
Para la realización de esta línea en el marco del Festival, se tiene en cuenta el estudio, análisis y observación de danzas. Por eso, se encuentran clasificadas en géneros compuestos de diferentes elementos, que permiten localizarlo en cualquier época incluyendo lo actual.
• Danzas Autóctonas del Mundo.
• Danzas Folclóricas Regionales.
• Ballet Clásico.
• Danza Moderna.
• Danza Contemporánea.
• Danza de Proyección.
Estos géneros confluyen en el festival con la presencia de agrupaciones internacionales, nacionales y regionales que permiten la realización de:
• Encuentros y tertulias sobre el folklor en general.
• Talleres dirigidos a directores, coreógrafos, folkloristas e investigadores.

## Literatura
La línea de Literatura ha tomado fuerza en los últimos años y una constante renovación de públicos, así como la vinculación de la población infantil y juvenil gustosos de esta área, en tanto en el departamento y el país, se ha venido ahondando en términos y géneros como el narrativo o épico, el poético o lírico y el teatral a través de diálogos amenos con la asistencia de públicos definidos y especializados. Invitados internacionales y nacionales confluyen en este género para hacer verdadera pedagogía del arte literario, con entretenidos conversatorios dirigidos a estudiantes y también veladas especializadas con la asistencia de los críticos de la literatura.
Son invitados grandes escritores nacionales e internacionales quienes alternan con escritores boyacenses.
Festival de Literatura Infantil: Con la presencia de los ganadores de premios nacionales infantiles de cuento, para hilar los procesos de formación en literatura que se vienen adelantando en el departamento a través del Consejo Editorial de Autores Boyacenses CEAB.
Encuentro Internacional de Palabreros: Narradores orales, escénicos, cuenteros y contadores de historias que con el encanto y el color de la palabra, transportan al público a mundos imaginarios colmados de metáforas.
Un cuento en familia. Un libro en blanco viaja de casa en casa para que cada familia construya un párrafo del cuento, siguiendo la hilada temática de su contenido donde la imaginación de la familia busca andariega los caminos de la creación, la fantasía y la imaginación.
Al final de la jornada y en medio de una gran tertulia literaria, el cuento es leído en compañía de los amantes de la literatura y los autores de.... “un cuento en familia”.

## Artes Plásticas
Teniendo en cuenta que las artes plásticas se caracterizan por su diversidad de conceptos, metodologías y formas de expresión y, que para abordarlas se utilizan materias flexibles o sólidas, moldeadas, dispuestas o modificadas de cualquier, otra forma a voluntad del artista, para el FIC se integran de la siguiente manera:
Pintura
Escultura
Fotografía
Dibujo o ilustración
Técnicas como el grabado, el moldeado, el arte del pincel, artes gráﬁcas, artes decorativas y artes industriales como la cerámica, la alta costura o la joyería.
Todas estas expresiones y/o manifestaciones tienen cabida y espacio en el FIC y poseen además, una alta oferta de artistas y cultores dedicados a las mismas que piden espacios visibles dentro del evento.
Esta línea permite la presencia de pintores y escultores, así como la de artistas que conjugan en técnicas mixtas las artes en toda su integridad. La selección y participación en el Festival se hará a través de una curaduría creada para tal fin.
Salón de Artistas Internacionales. Con la presencia de artistas plásticos de diferentes países invitados.
Salón de Artistas Nacionales. Con la presencia de los más reconocidos artistas en las áreas de la pintura y l escultura. Salón de Artistas Regionales. Seleccionan a través de procesos contemplados en el marco de la política pública que se desarrolla en la Secretaría de Cultura y Turismo de Boyacá. 
Exposición de Arte Itinerante. Se expondrán obras en grandes formatos y se llevarán a diferentes rincones de Boyacá y el país.
Pequeños y Grandes Artistas. Espacio abierto para los niños y en especial para artistas plásticos en proceso de formación, que por sus aptitudes y avances se puedan presentar como revelaciones de esta área.

## Cinematografía
Realmente nueva en el Festival, esta línea ha venido ganando cada vez más adeptos, con la presencia de grandes cineastas y directores de diferentes rincones del mundo y por supuesto los más destacados del país.
Este género es reconocido en el Festival por su variada diversificación en drama, comedia, acción, aventura, musicales, fantasía y documentales, resaltándose por su audiencia infantil, juvenil, familiar, adultos, por sus formatos animados, imágenes reales o por su ambientación histórica, policíaca o bélica entre otras.
El área de cinematografía cuenta con un nutrido itinerario de formación, entretenimiento y cultura con directores de cine, productores, críticos especializados, actores del departamento para compartir su experiencia profesional y desarrollar actividades académicas.
• Talleres: Fotografía para cine y televisión, guion, apreciación cortometraje.
• Panel de Productores: ¿Cómo hacer cine en las regiones?
• Panel de Directores: El cine como elemento de construcción de la identidad Iberoamericana.
• Panel de Críticos de Cine: Problemas y perspectivas del cine Iberoamericano.
• Panel de Agenda Pública: ¿Es posible convertirnos en un destino fílmico?
• Conversatorios con Directores: Montaje, dirección y cine latinoamericano.
• Cine Iberoamericano: El Festival ofrecerá la mejor selección de películas de España, México, Argentina, Paraguay, Uruguay, Chile, Brasil, Ecuador, Bolivia, Perú, Cuba, Panamá y Venezuela.

## Teatro
El género dramático comprende obras literarias destinadas a ser representadas y novedosas técnicas. En el FIC también se puede presenciar y admirar agrupaciones venidas de todo el mundo con propuestas innovadoras, como sucede en el Festival Internacional del Teatro de Bogotá y Manizales, por citar dos de los más importantes del país.
Las obras dramáticas escritas en verso o en prosa tienen cada vez más seguidores en públicos jóvenes y adultos que asisten de forma masiva al FIC. La tragedia, que es una forma dramática que tuvo su origen en la antigüedad, está muy marcada por los teatreros con formación académica en las obras de los clásicos.
En el FIC y en otros festivales del mundo, la comedia, el drama y en general los géneros del teatro, tanto de sala como de calle, han evolucionado notablemente al punto de fusionarse con otras áreas como la música y las danzas especialmente.
Esta área aborda los géneros del teatro:
• Sala.
• Callejero.
• Urbano.
• Infantil.
El espacio es utilizado para el encuentro de saberes con todos los actores del área, generando momentos para la realización de:
• Talleres sobre actuación.
• Talleres para directores de teatro.
• Talleres para teatreros urbanos.
• Talleres sobre técnicas para hacer teatro.